# الشان رضازاده
الشان رضازاده (ترکی آذربایجانی: Elşən Rzazadə؛ زادهٔ ۱۱ سپتامبر ۱۹۹۳) بازیکن فوتبال اهل جمهوری آذربایجان است.
از باشگاه‌هایی که در آن بازی کرده‌است می‌توان به باشگاه فوتبال خزر لنکران و باشگاه فوتبال نفتچی باکو اشاره کرد.
وی همچنین در تیم ملی فوتبال جمهوری آذربایجان بازی کرده‌است.